# Polish Jazz Quartet (album)
Polish Jazz Quartet – album polskiego zespołu jazzowego Polish Jazz Quartet, założonego przez 
Jana „Ptaszyna” Wróblewskiego.
Album nagrany został w Warszawie w grudniu 1964. Utwory zamieszczone na stronie A to kompozycje pianisty zespołu Wojciecha Karolaka. Utwory ze strony B skomponował lider – Jan „Ptaszyn” Wróblewski.
LP został wydany w 1965 przez Polskie Nagrania Muza w wersji monofonicznej XL 0246 (matryce M-3 XW-491, M-3 XW-492)  i stereofonicznej SXL (S-3 XW-491, S-3 XW-492). Była to trzecia płyta nowej serii Polskich Nagrań: Polish Jazz. Reedycja na CD ukazała się w 1997 (PNCD 400).

## Muzycy
- Jan „Ptaszyn” Wróblewski – saksofon tenorowy
- Wojciech Karolak – fortepian
- Juliusz Sandecki –  kontrabas
- Andrzej Dąbrowski – perkusja

## Lista utworów
Strona A
| 1. | „Zarys”                     | 5:50  |
|    |                             |       |
| 2. | „Twist na tureckim dywanie” | 8:50  |
|    |                             |       |
| 3. | „Spokojnie jak rzadko”      | 3:30  |
|    |                             |       |
| 4. | ”Pan Croque”                | 4:25  |
|    |                             |       |
|    |                             | 22:35 |
|    |                             |       |
Strona B
| 5. | „Złośnica”                         | 5:25  |
|    |                                    |       |
| 6. | „Przechadzka pustymi ulicami”      | 8:25  |
|    |                                    |       |
| 7. | „Pola Elizejskie, dwunasta w nocy” | 6:05  |
|    |                                    |       |
| 8. | „Dedykowane jaskółce”              | 1:55  |
|    |                                    |       |
|    |                                    | 21:50 |
|    |                                    |       |

## Informacje uzupełniające
- Reżyser nagrania – Wojciech Piętowski
- Inżynier dźwięku – Halina Jastrzębska
- Projekt graficzny okładki – Rosław Szaybo
- Zdjęcia – Andrzej Dąbrowski
- Omówienie płyty (tekst na okładce) – Józef Balcerak